# Perryton
Perryton város az Amerikai Egyesült Államok Texas államában, Ochiltree megyében, melynek megyszékhelye. Lakosainak száma 8492 fő (2020. április 1.).

## Népesség
A település népességének változása:

| 2010 | 8 802 |
| 2020 | 8 492 |